# Wires (football)
Wíres José de Souza, né le 30 décembre 1982  à Vitória de Santo Antão (Brésil) est un footballeur brésilien, qui évolue au poste de milieu au Vitória das Tabocas.

## Biographie
Il joue 9 matchs en 1re division portugaise avec le Rio Ave lors de la saison 2008-2009. Lors de la saison 2009-2010, son temps de jeu augmente considérablement, puisqu'il prend part à 27 matchs dans ce même championnat.